# Lake Charles (Luisiana)
Lake Charles es una ciudad ubicada en la parroquia de Calcasieu en el estado estadounidense de Luisiana. Es la quinta mayor ciudad incorporada en el estado de Luisiana, ubicada cerca de los lagos Charles y lago Prien, y el río Calcasieu (antiguamente también llamado Hondo). Es un importante centro cultural, industrial y educativo en la región suroeste del estado, y uno de los más importantes de Acadiana.
En el Censo de 2010 tenía una población de 71993 habitantes y una densidad poblacional de 620,46 personas por km².

## Historia

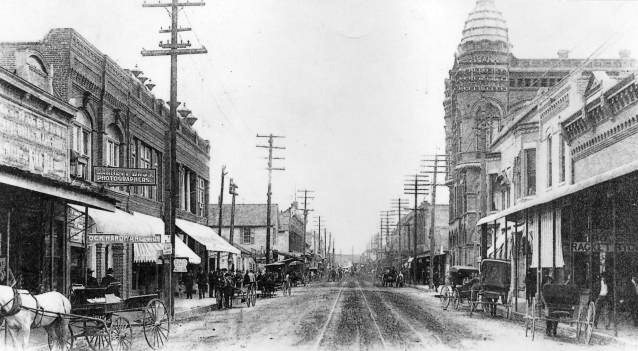
Ryan Street en Lake Charles, 1903

Esta ciudad fue fundada en tiempos de la Luisiana española en 1781 cuando el matrimonio francés-occitano  de Martin Lebleu y su esposa, Dela Marion procedente de la zona de Burdeos, aceptando la nacionalidad española inició el establecimiento (a unos 10 km al NE de su actual sitio) del poblado entonces llamado (en honor al rey español de entonces: Carlos III de España) Lago Carlos, también habría sido motivo para el topónimo el hecho de que junto al matrimonio citado se estableció el español Carlos Salia.
La ciudad se incorporó por primera vez en 1857 como Charleston después de un colono temprano, Charles Sallier. Diez años más tarde, el 16 de marzo de 1867, Charleston se reincorporó como la Ciudad de Lake Charles. En 1910, un incendio, conocido como el "Gran Incendio de 1910", devastó gran parte de la ciudad. 
Sin embargo, Lake Charles pronto se reconstruyó y continuó creciendo y expandiéndose en el siglo veinte. El hotel Charleston se completó en 1929, durante la administración del alcalde Henry J. Geary. Durante y después de la Segunda Guerra Mundial, Lake Charles experimentó un crecimiento industrial con el inicio de las industrias de refinación petroquímica. La ciudad creció a un máximo de unas 75,000 personas a principios de los años 80, pero con la recesión económica local, la población disminuyó.

## Geografía
Lake Charles se encuentra ubicada en las coordenadas 30°12′10″N 93°12′53″O / 30.20278, -93.21472. Según la Oficina del Censo de los Estados Unidos, Lake Charles tiene una superficie total de 116.03 km², de la cual 108.93 km² corresponden a tierra firme y (6.12%) 7.1 km² es agua. La ciudad está situada en una llanura, a cerca de 30 millas (48 km) desde el Golfo de México.
El Canal de embarcaciones de Calcasieu, que permite que grandes embarcaciones de alta mar naveguen desde el Golfo, también bordea la ciudad. Según la Oficina del Censo de los Estados Unidos,  la ciudad tiene un área total de 44.8 millas cuadradas (116.0 km²), de las cuales 42.0 millas cuadradas (108.9 km²) es tierra y 2.7 millas cuadradas (7.1 km²), o 6.12%, es agua. [13]

## Clima
Lake Charles junto a Port Arthur, Texas, y Astoria, Oregon, es catalogada como una de las ciudad más húmeda de los Estados Unidos, la segunda más húmeda medida detrás de Quillayute, Washington. La humedad relativa promedio en Lake Charles es del 90% por la mañana y del 72% por la tarde.
| Parámetros climáticos promedio de Lake Charles Lake Charles Regional Airport 1981-2010 | Parámetros climáticos promedio de Lake Charles Lake Charles Regional Airport 1981-2010 | Parámetros climáticos promedio de Lake Charles Lake Charles Regional Airport 1981-2010 | Parámetros climáticos promedio de Lake Charles Lake Charles Regional Airport 1981-2010 | Parámetros climáticos promedio de Lake Charles Lake Charles Regional Airport 1981-2010 | Parámetros climáticos promedio de Lake Charles Lake Charles Regional Airport 1981-2010 | Parámetros climáticos promedio de Lake Charles Lake Charles Regional Airport 1981-2010 | Parámetros climáticos promedio de Lake Charles Lake Charles Regional Airport 1981-2010 | Parámetros climáticos promedio de Lake Charles Lake Charles Regional Airport 1981-2010 | Parámetros climáticos promedio de Lake Charles Lake Charles Regional Airport 1981-2010 | Parámetros climáticos promedio de Lake Charles Lake Charles Regional Airport 1981-2010 | Parámetros climáticos promedio de Lake Charles Lake Charles Regional Airport 1981-2010 | Parámetros climáticos promedio de Lake Charles Lake Charles Regional Airport 1981-2010 | Parámetros climáticos promedio de Lake Charles Lake Charles Regional Airport 1981-2010 |
| Mes                                                                                    | Ene.                                                                                   | Feb.                                                                                   | Mar.                                                                                   | Abr.                                                                                   | May.                                                                                   | Jun.                                                                                   | Jul.                                                                                   | Ago.                                                                                   | Sep.                                                                                   | Oct.                                                                                   | Nov.                                                                                   | Dic.                                                                                   | Anual                                                                                  |
| -------------------------------------------------------------------------------------- | -------------------------------------------------------------------------------------- | -------------------------------------------------------------------------------------- | -------------------------------------------------------------------------------------- | -------------------------------------------------------------------------------------- | -------------------------------------------------------------------------------------- | -------------------------------------------------------------------------------------- | -------------------------------------------------------------------------------------- | -------------------------------------------------------------------------------------- | -------------------------------------------------------------------------------------- | -------------------------------------------------------------------------------------- | -------------------------------------------------------------------------------------- | -------------------------------------------------------------------------------------- | -------------------------------------------------------------------------------------- |
| Temp. máx. abs. (°C)                                                                   | 31.6                                                                                   | 31.3                                                                                   | 34.2                                                                                   | 35.8                                                                                   | 38.1                                                                                   | 41.0                                                                                   | 39.3                                                                                   | 42.5                                                                                   | 41.2                                                                                   | 39.5                                                                                   | 33.7                                                                                   | 32.6                                                                                   | 42.3                                                                                   |
| Temp. máx. media (°C)                                                                  | 16.3                                                                                   | 18.1                                                                                   | 21.9                                                                                   | 25.5                                                                                   | 29.2                                                                                   | 31.8                                                                                   | 32.8                                                                                   | 33.3                                                                                   | 31.2                                                                                   | 27.1                                                                                   | 22.0                                                                                   | 17.5                                                                                   | 25.6                                                                                   |
| Temp. mín. media (°C)                                                                  | -3.2                                                                                   | -1.2                                                                                   | 1.3                                                                                    | 5.8                                                                                    | 12.2                                                                                   | 18.5                                                                                   | 21.1                                                                                   | 20.1                                                                                   | 13                                                                                     | 5.8                                                                                    | -1.4                                                                                   | -2.4                                                                                   | -4.8                                                                                   |
| Temp. mín. abs. (°C)                                                                   | -11.2                                                                                  | -16.3                                                                                  | -10.4                                                                                  | -1.1                                                                                   | 4.7                                                                                    | 11.5                                                                                   | 16.9                                                                                   | 15.2                                                                                   | 7.3                                                                                    | -1.8                                                                                   | -5.6                                                                                   | -12.3                                                                                  | -16.2                                                                                  |
| Precipitación total (mm)                                                               | 133.3                                                                                  | 88.1                                                                                   | 93.4                                                                                   | 85.1                                                                                   | 132.6                                                                                  | 174.0                                                                                  | 143.8                                                                                  | 123.9                                                                                  | 134.5                                                                                  | 124.2                                                                                  | 113.4                                                                                  | 119.1                                                                                  | 1.460                                                                                  |
| Días de lluvias (≥ 0.2 mm)                                                             | 9.6                                                                                    | 8.7                                                                                    | 7.7                                                                                    | 6.6                                                                                    | 7.7                                                                                    | 10.7                                                                                   | 11.6                                                                                   | 11.0                                                                                   | 9.1                                                                                    | 7.8                                                                                    | 8.3                                                                                    | 9.7                                                                                    | 108.5                                                                                  |
| [cita requerida]                                                                       |                                                                                        |                                                                                        |                                                                                        |                                                                                        |                                                                                        |                                                                                        |                                                                                        |                                                                                        |                                                                                        |                                                                                        |                                                                                        |                                                                                        |                                                                                        |

## Demografía
Según el censo de 2010, había 71.993 personas residiendo en Lake Charles. En 2010, la densidad de población era de 620,46 hab./km².
De los 71993 habitantes, Lake Charles estaba compuesto por el 46.98% blancos, el 47.67% eran afroamericanos, el 0.41% eran amerindios, el 1.66% eran asiáticos, el 0.04% eran isleños del Pacífico, el 1.2% eran de otras razas y el 2.05% pertenecían a dos o más razas. Del total de la población el 2.87% eran hispanos o latinos de cualquier raza. 
Había 28,228 casas, de las cuales 26.6% tenían hijos menores de 18 años que vivían con ellos, 37.8% eran parejas casadas que vivían juntas, 18.3% tenía una mujer sin familia con esposo, y 39.4% no eran familias. El 33,6% de todas las familias se componían de individuos y el 12,1% tenía alguien que vive solo y que tenía 65 años de edad o más. El tamaño medio de la casa era 2.43 y el tamaño medio de la familia era 3.13. 
En 2010, la población se extendió con 27% menores de 18 años, 8.5% de 20 a 24, 24.8% de 25 a 44, 25% de 45 a 64 y 14.1% que tenían 65 años de edad. o mayor. La edad media fue de 35 años. Para cada 100 hembras, había 90.9 varones. El porcentaje de hombres fue de 45.7% contra 54.3% para mujeres. La renta mediana para una casa en la ciudad era $ 36.001. El ingreso per cápita de la ciudad fue de $ 22.855. El 20,9% de la población estaba por debajo del umbral de pobreza.

## Economía

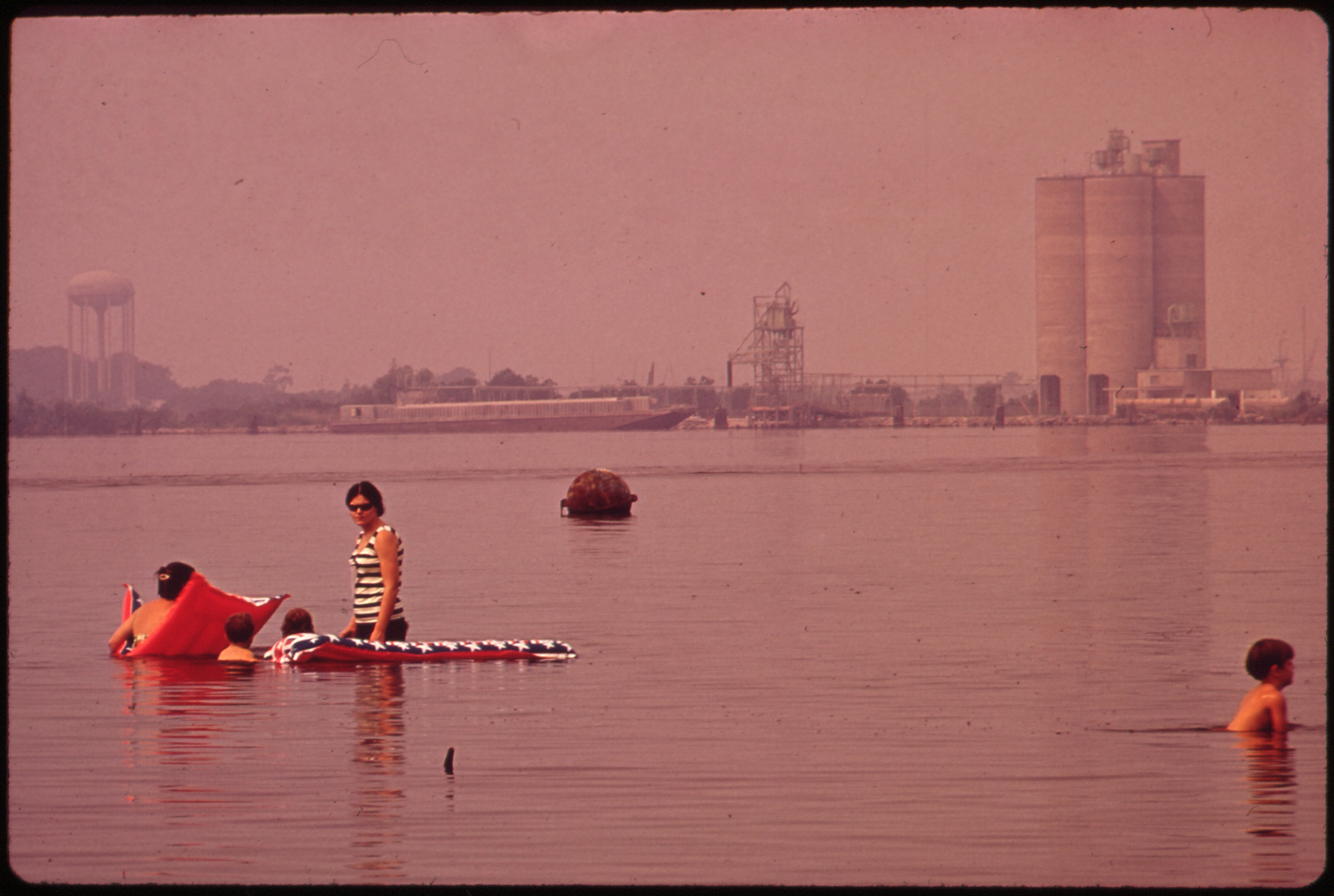
Nadando en el contaminado Lago Charles frente a la planta química Olin Mathieson en 1972. Los esfuerzos de limpieza en las vías fluviales del Lago Charles han tenido tanto éxito que el Lago Prien ahora apoya la pesca recreativa y comercial, y tiene una playa pública segura.

El principal empleador, es el Sistema Escolar Parroquial de Calcasieu, emplea a aproximadamente 5,000 trabajadores. El segundo empleador más grande es L'Auberge Casino Resort, que tiene 2,400 trabajadores.

### Industria y manufactura

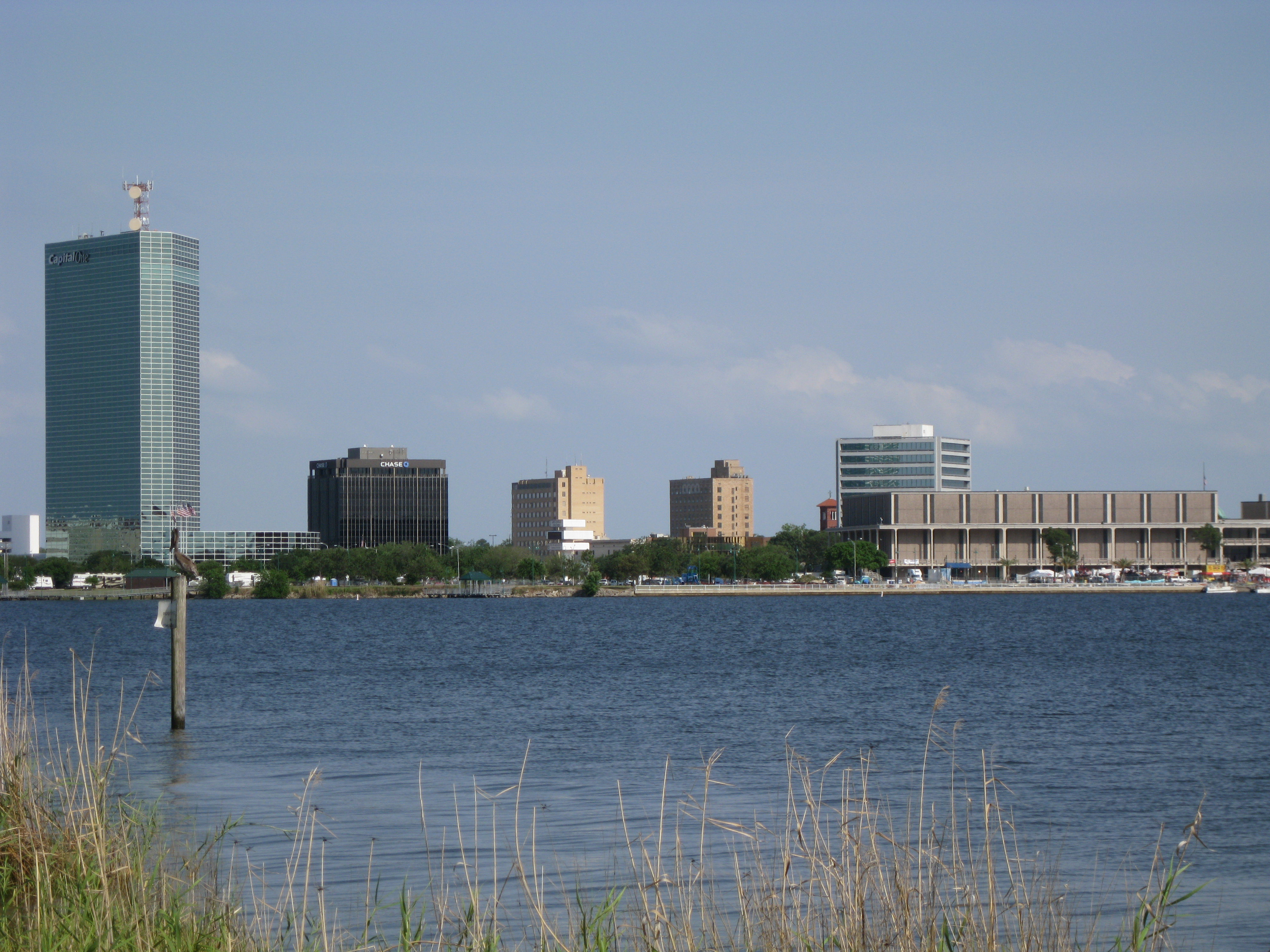
El centro de Lake Charles, con Capital One Tower a la izquierda

Varias plantas petroquímicas y una refinería de petróleo se encuentran cerca del Canal de Calcasieu. Turner Industries, Westlake Chemical Corporation y Citgo emplean a más de mil ingenieros. La terminal de GNL Trunkline, inmediatamente al suroeste de Lake Charles, es una de las pocas terminales de gas natural licuado de los Estados Unidos. Cuenta con instalaciones para la recepción, almacenamiento y regasificación de GNL. 
La industria local también incluye una serie de empresas de fabricación. El Aeropuerto Internacional de Chennault alberga AAR Corp, que atiende aviones, y una instalación de Northrop Grumman. El Grupo Shaw tiene una planta de fabricación que fabrica y exporta piezas para plantas de energía nuclear.

### Comercio y retail
Con pequeñas empresas, grandes tiendas y un centro comercial regional, Lake Charles sirve como centro de compras y venta al por menor del área de las cinco parroquias. Prien Lake Mall, que atiende a casi 300,000 personas, está anclado en cuatro tiendas departamentales: Dillard's, Sears, Kohl's y JCPenney. Cuenta con más de 80 opciones de venta al por menor. Los minoristas incluyen Talbots, Gap, Aéropostale, Bath & Body Works, Ulta Beauty, Express, American Eagle, Buckle, Hollister y Coach. El Lake Charles Power Center es una zona comercial que tiene 1 000 000 pies cuadrados (92 903,04 m²) de espacio comercial. El Cottage Shop District apoya aproximadamente una docena de pequeñas empresas. L'Auberge du Lac Casino Resort ofrece exclusivas boutiques de ropa.

### Casinos

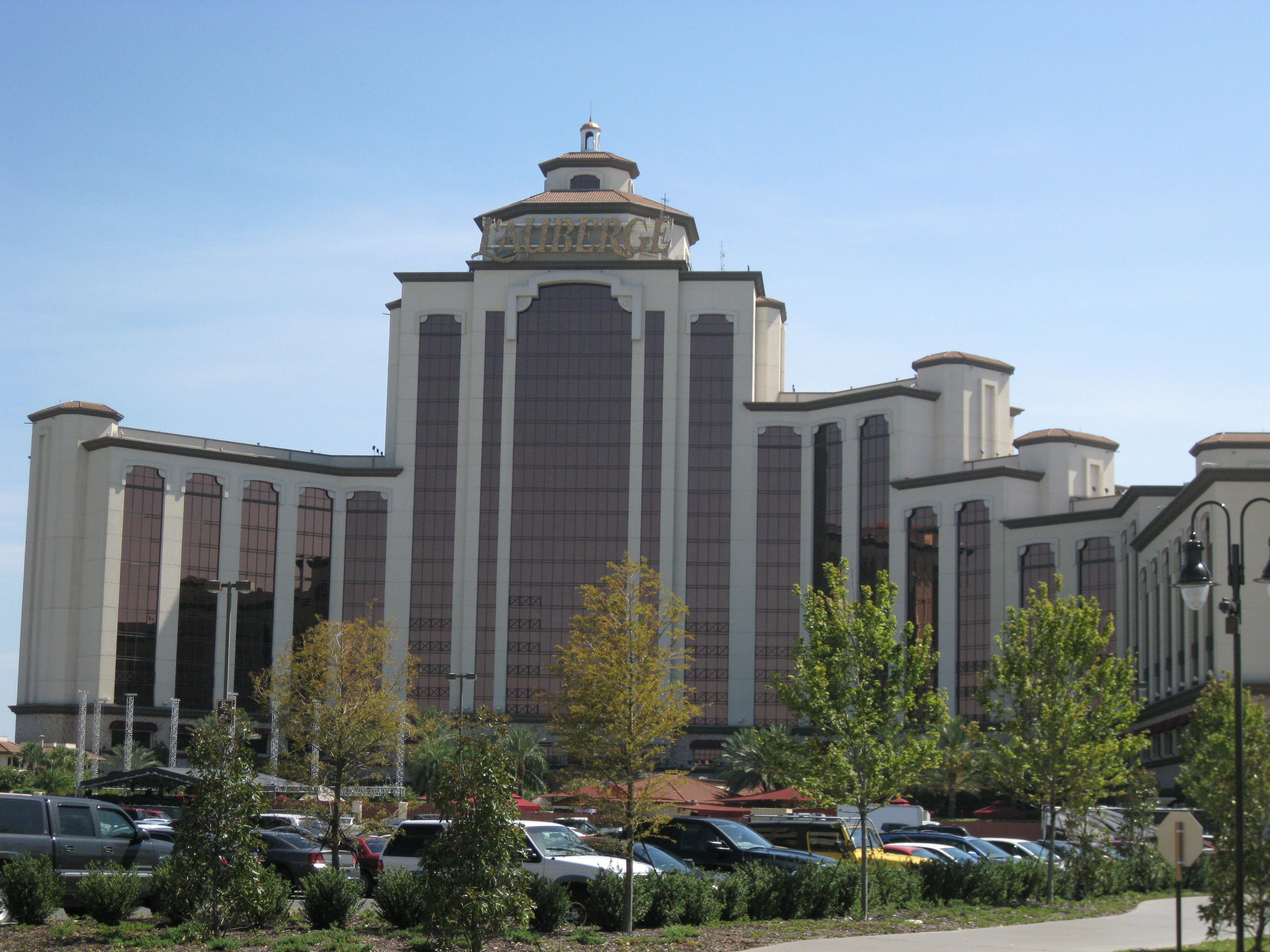
L'Auberge du Lac Casino

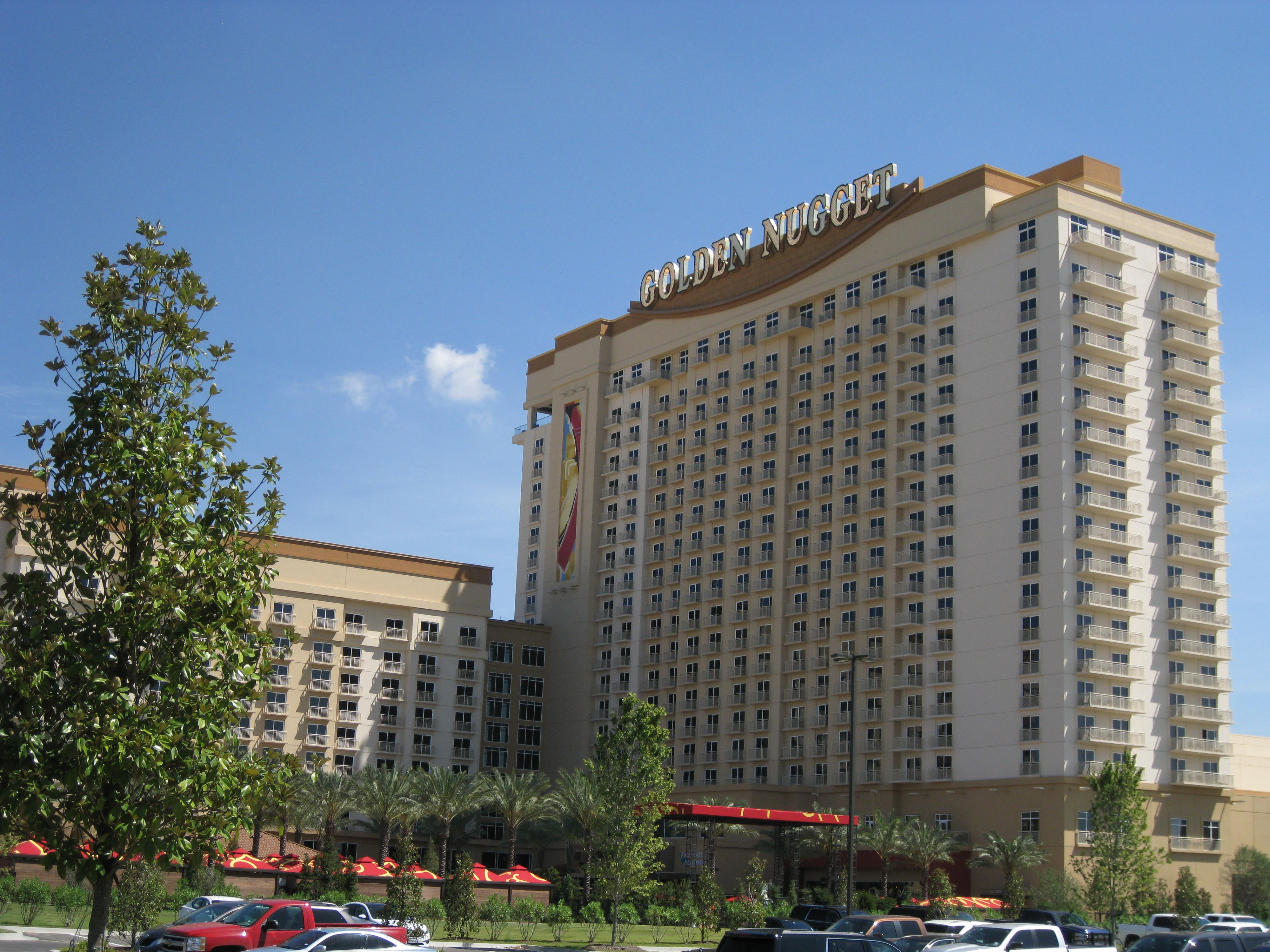
Golden Nugget Lake Charles

Lake Charles tiene el mercado de casinos más grande del estado de Louisiana. El L'Auberge du Lac Casino Resort es un hotel de 24 pisos. Cuenta con casi 1000 habitaciones, así como un casino, campo de golf, spa y centro de reuniones. Un segundo casino, el Golden Nugget Lake Charles, abrió a finales de 2014 junto a L'Auberge du Lac. El casino tiene más de 740 habitaciones, un casino, un campo de golf, espacio para reuniones, un corredor comercial, una playa privada y un puerto deportivo.
Esta ciudad está considerada como un importante centro de refinación petroquímica, turismo, juegos y educación en el hogar. 

## Cultura

### Arte, cultura y teatros

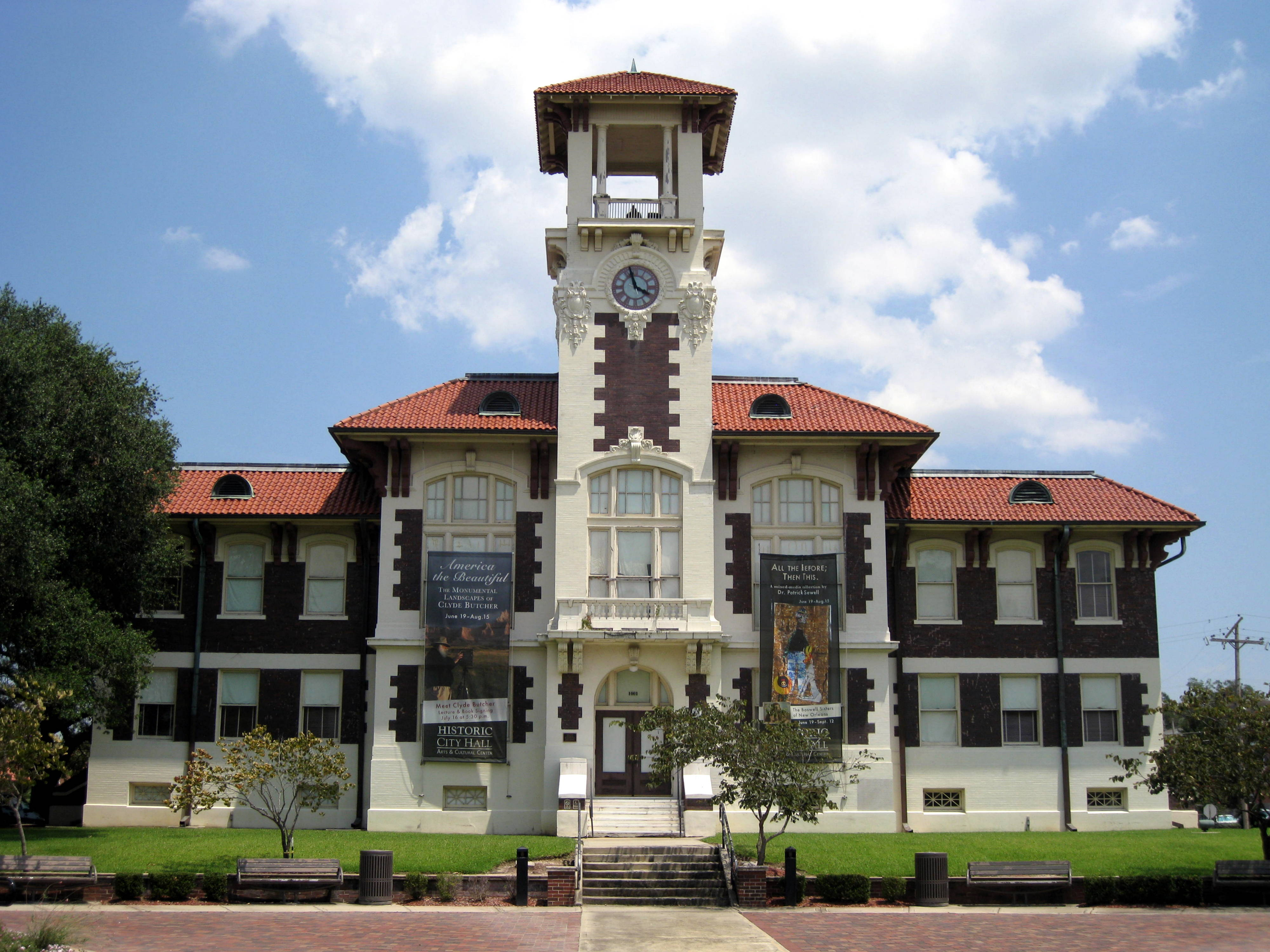
Historic City Hall Arts and Cultural Center

Lake Charles tiene una fuerte cultura criolla y cajún debido a su ubicación en el sur de Louisiana. La ciudad tiene su propia orquesta sinfónica, la Sinfónica del Lago Charles. Fue fundada en 1938 y alberga conciertos en el Teatro Rosa Hart, que tiene una capacidad de más de 2.000.
Lake Charles cuenta con una serie de museos y galerías de arte, el mayor de los cuales es el Museo Imperial Calcasieu, que presenta una exposición histórica permanente con distintos utensilios y una galería de arte. Sus terrenos albergan el roble Sallier, que tiene alrededor de 400 años. El Centro Histórico de Arte y Cultura del Ayuntamiento se utiliza como espacio de exposición.
El Centro de Artes y Humanidades de la Escuela Central, ubicado en el histórico distrito de Charpentier, que es propiedad de la ciudad. La Escuela Central cuenta con la Galería de Arte Black Heritage, que se encuentra en el Sendero de la Herencia Afroamericana de Louisiana, así como el Museo Mardi Gras de Imperial Calcasieu, que presenta trajes extravagantes y un flotador interactivo. Tiene la mayor colección de recuerdos de Mardi Gras en el sur. Otros estudios y actividades culturales incluyen la Galería Art Associates, la Galería Studio 347, la Sinfónica de Lake Charles y la Banda Comunitaria de Lake Charles.

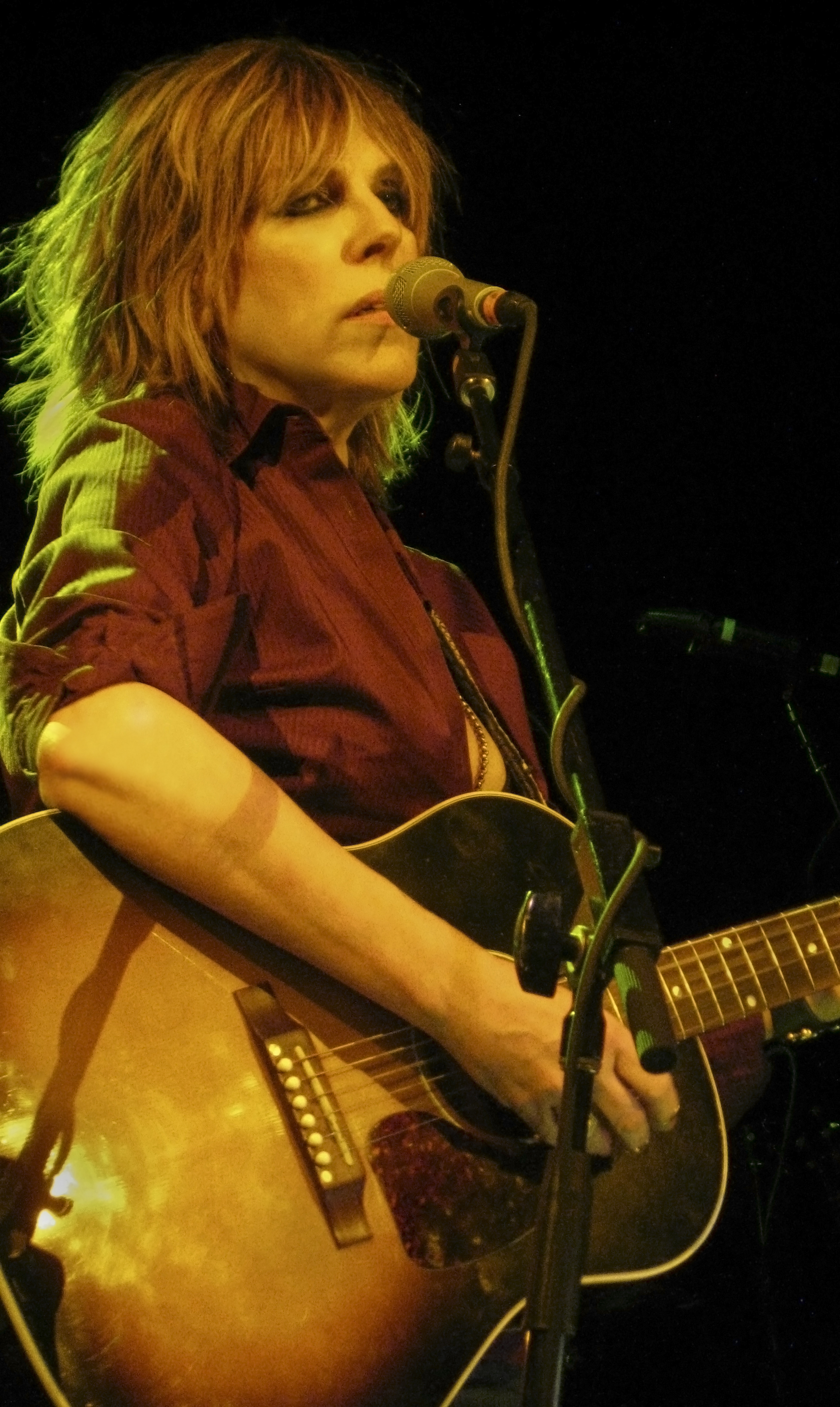
Williams en Fillmore NYC 2009

### Referencias culturales

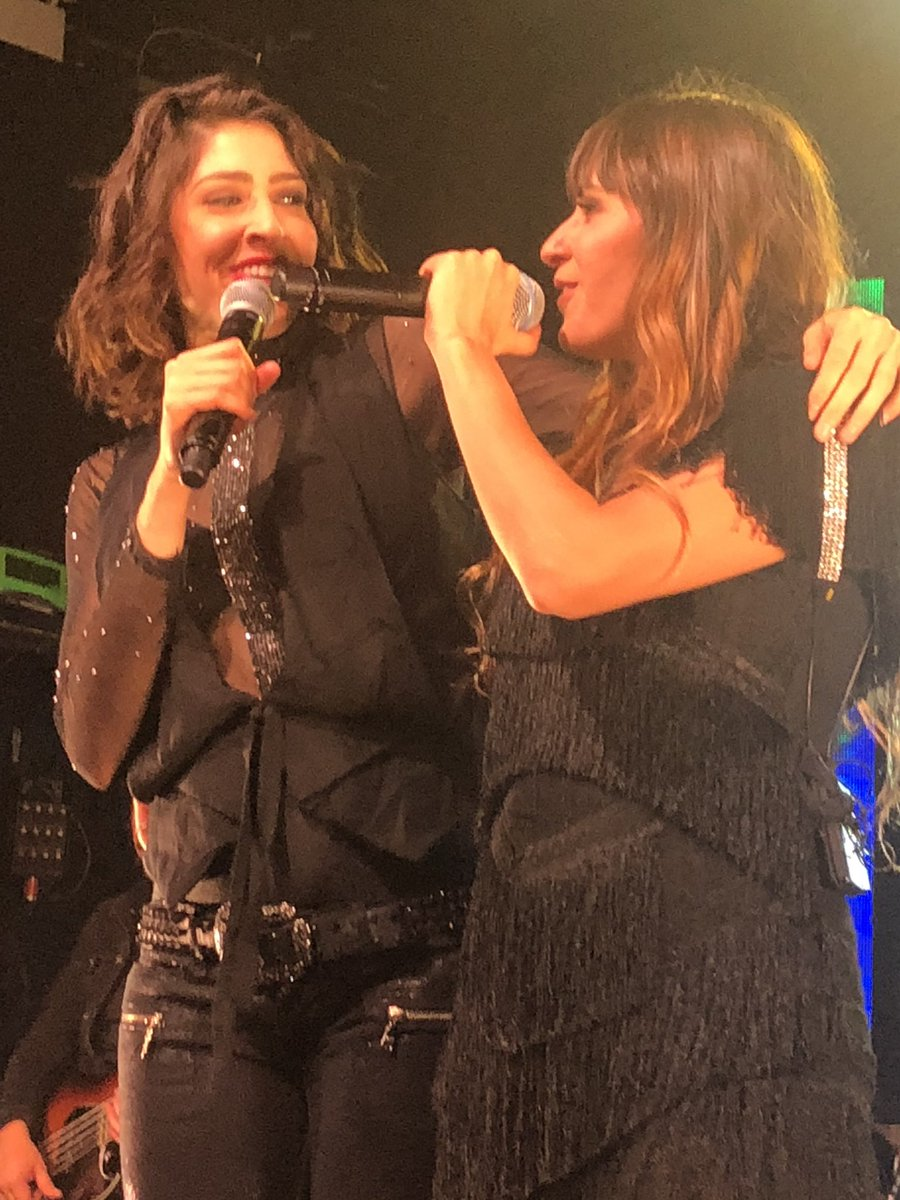
Ha*Ash en Irving Plaza, NY 2018

### Universidad y colegios

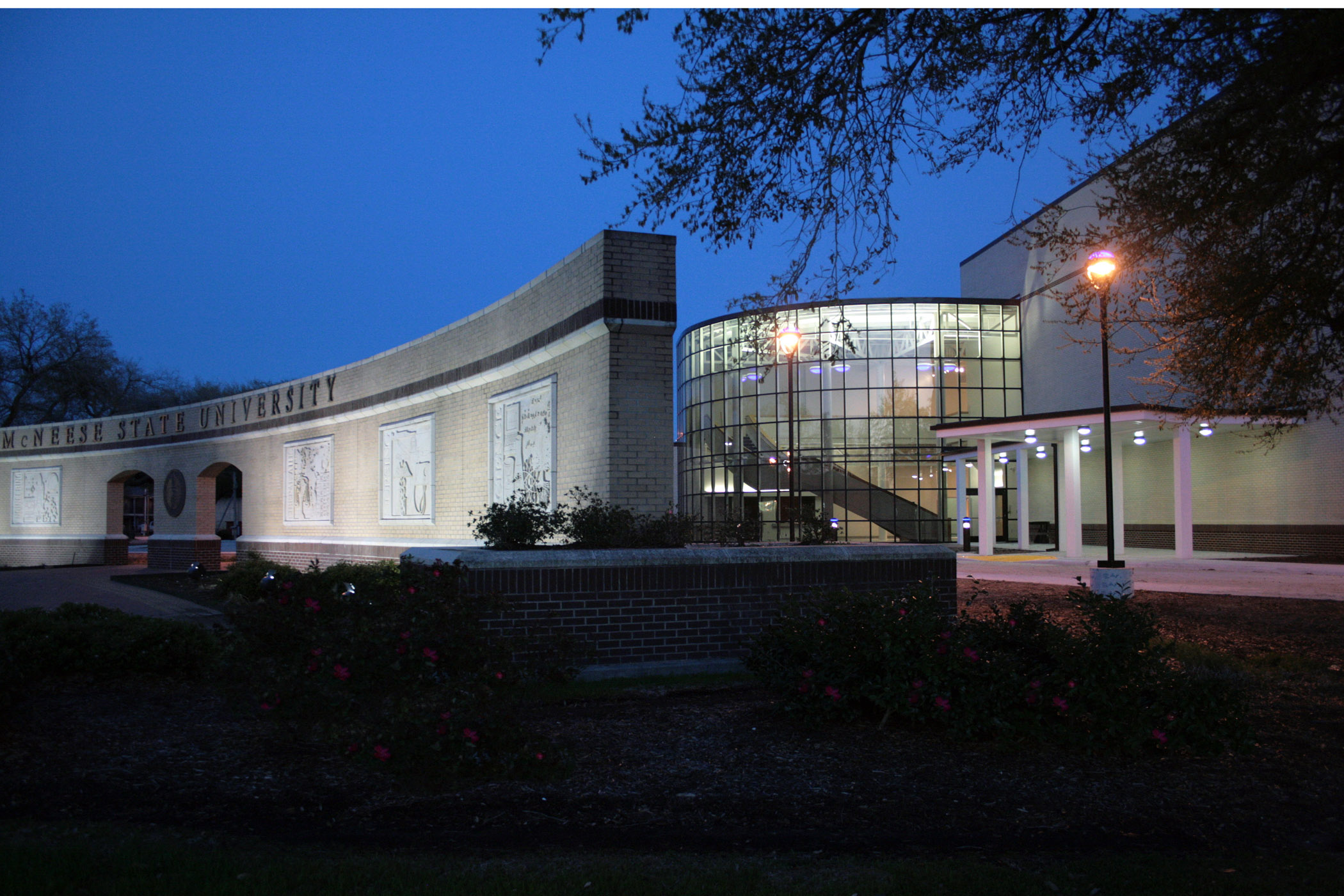
Entrance Plaza y Shearman Fine Arts Center en McNeese State University

### Bibliotecas

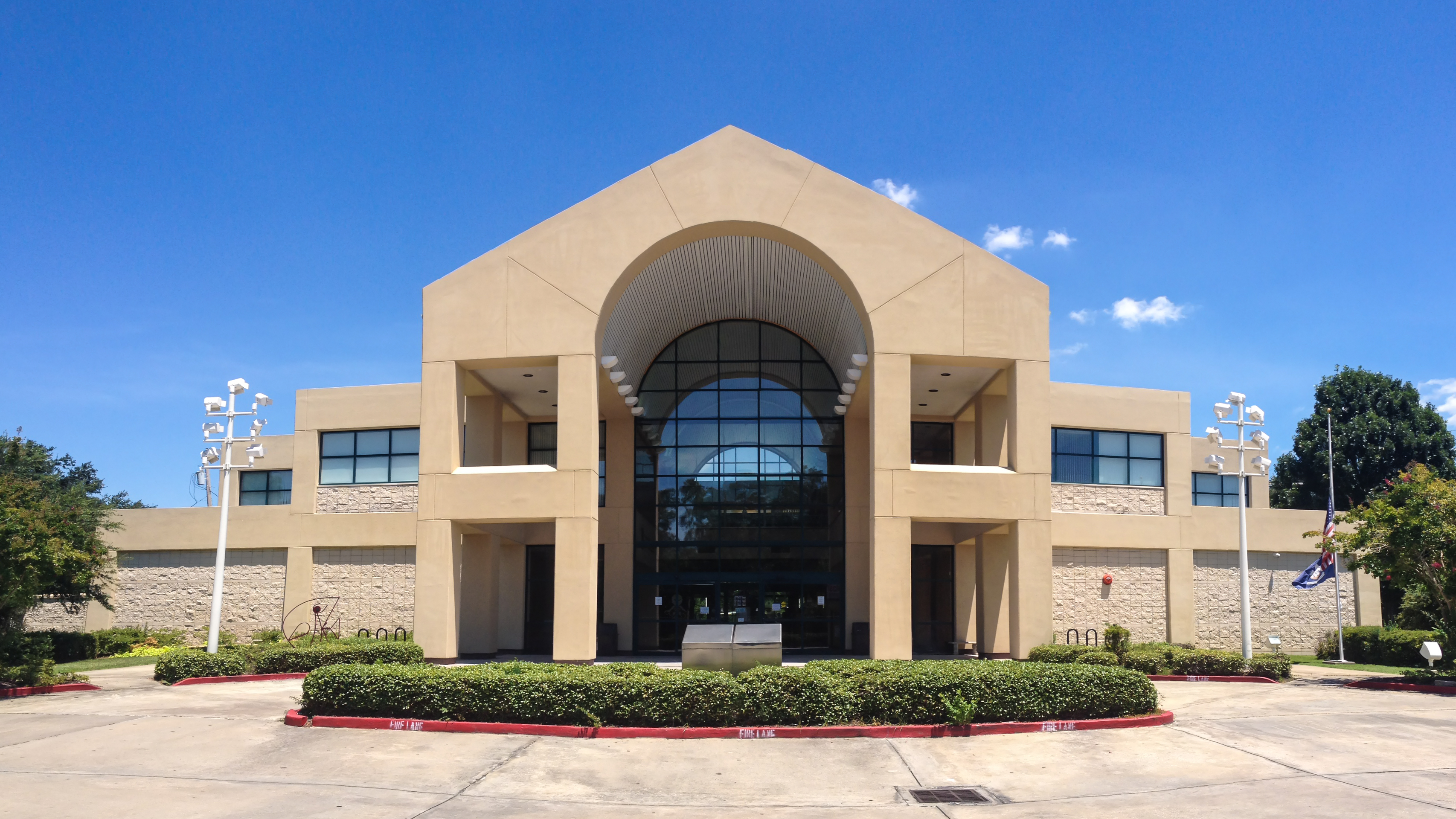
Librería central